# Rainer Müller (Diplomat)
Rainer Müller (* 11. Mai 1953 in Bonn) ist ein deutscher Diplomat.

## Leben
Müller war zwischen 1979 und 1980 freier Mitarbeiter der Friedrich-Ebert-Stiftung und begann 1980 den Vorbereitungsdienst für den höheren Auswärtigen Dienst. Nach dessen Abschluss fand er zwischen 1982 und 1985 zunächst Verwendung am Generalkonsulat in Rio de Janeiro sowie von 1985 bis 1988 an der Botschaft im Senegal. Nachdem er zwischen 1988 und 1993 in der Zentrale des Auswärtigen Amtes in Bonn tätig gewesen war, fungierte er von 1993 bis 1997 als Ständiger Vertreter des Botschafters in Gabun und war als solcher zeitweise auch Geschäftsträger. Danach war er zwischen 1997 und 2000 an der Botschaft in Südkorea tätig sowie im Anschluss von 2000 bis 2003 als Ständiger Vertreter des Botschafters in Mosambik, ehe er 2003 kurzzeitig Leiter einer Arbeitseinheit im Auswärtigen Amt in Berlin war.
2003 wurde Müller als Nachfolger von Wolfgang Neuen Botschafter der Bundesrepublik Deutschland in Tadschikistan und übte dieses Amt bis 2008 aus, woraufhin Doris Hertrampf seine dortige Nachfolgerin wurde. Im Anschluss löste er 2008 Albert Gisy als Botschafter der Bundesrepublik Deutschland in Malawi ab und verblieb in dieser Funktion bis zu seiner Ablösung durch Peter Woeste 2011. Danach war er abermals im Auswärtigen Amt in Berlin tätig.
Zuletzt wurde Müller 2014 Nachfolger von Jörg-Werner Marquardt als Botschafter der Bundesrepublik Deutschland in Angola. 2018 wurde er von Dirk Lölke abgelöst.